# Мелітопольський медичний коледж
Мелітопольський медичний коледж — державний вищий навчальний заклад I рівня акредитації в місті молодших спеціалістів Мелітополя, що готує за спеціальностями лікувальна справа, сестринська справа і фармація.

## Історія
Навчальний заклад був створений в 1930 році як медична школа, що готує «лікарських помічників».
У 1932 році в школі було організовано акушерське відділення, а в 1937 році — фельдшерське відділення.
Перший випуск відбувся в 1933 році, а всього до війни медична школа випустила 600 спеціалістів.
На час окупації Мелітополя школа перервала роботу, але 3 листопада 1943 (всього через 11 днів після звільнення міста) знову відкрилася.
У повоєнні роки профіль школи змінився: вона стала готувати акушерів — фельдшерів і медичних сестер.
У 1944 році медична школа була перетворена в фельдшерсько-акушерську, в 1954 році — в медичне училище, а у 2004 році — в медичний коледж.

## Сучасність

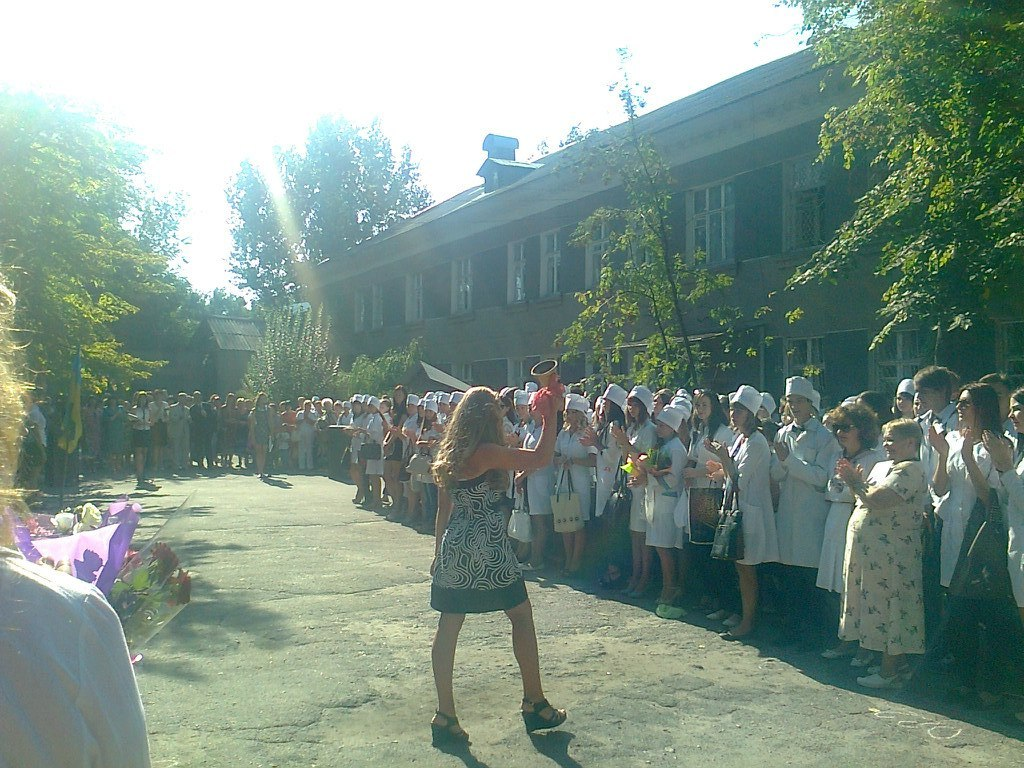

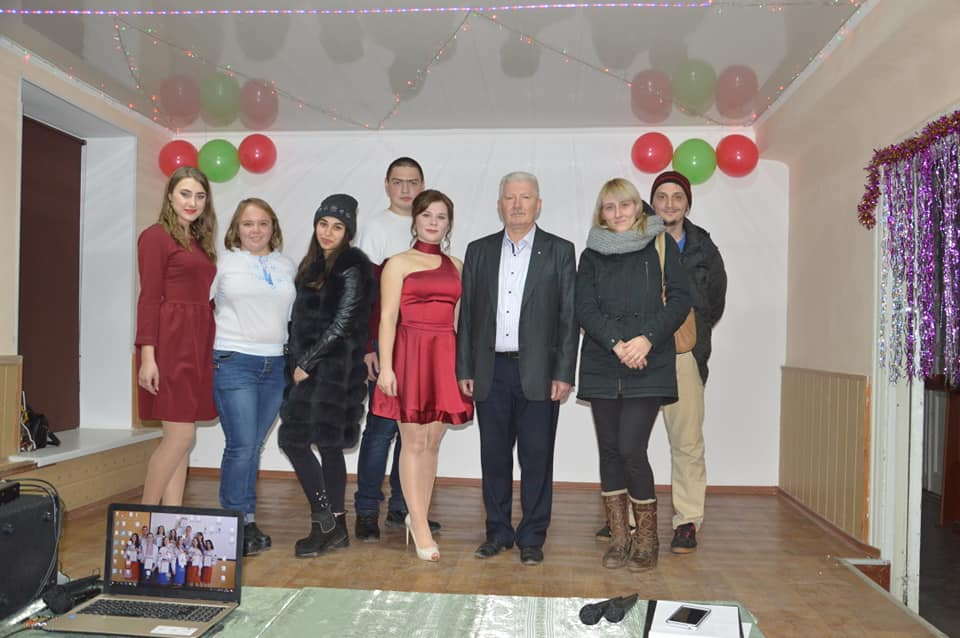
Вокальний ансамбль «Фієста» (колишні учасники)

Мелітопольський медичний коледж є комунальним навчальним закладом, заснованим на спільній власності територіальних громад сіл, селищ і міст Запорізької області. У коледжі навчаються і студенти із Запорізької області, і значне число студентів з інших регіонів України. Коледж здійснює підготовку молодших спеціалістів на базі 9 або 11 класів за спеціальностями лікарська справа, сестринська справа і фармація.
Для обслуговування студентів в коледжі функціонують бібліотека з читальним залом, медичний пункт та буфет.
Восени 2008 року у КВНЗ «Мелітопольський медичний коледж» ЗОР було створено студентський вокальний ансамбль «Фієста».
Матеріально-технічна база коледжу включає аудиторії, що імітують кабінети хірургії, терапії, акушерства, педіатрії, операційний блок. У коледжі використовується дистанційне навчання за участю викладачів  Запорізького державного медичного університету. Студенти проходять практику в Мелітопольських, Якимівських, Приазовських, Михайлівських та Веселівських районних лікарнях. На базі коледжу працює відділення післядипломної освіти для медсестер.
Співпраця з деякими ВНЗ України полегшує студентам здобуття вищої освіти після закінчення коледжу. Коледж співпрацює з Запорізьким державним медичним університетом і Таврійським національним університетом імені В. І. Вернадського.

## Директора
- Ігор Васильович Роздольський — директор до 2012 року.
- Катерина Зеленцова — в. о. директора у 2012—2013 роках.
- Іван Романович Настасяк — директор коледжу з 28 травня 2013. 25 років пропрацював дитячим хірургом в Мелітопольській міській лікарні № 1.

## Традиції
- За традицією коледжу, на лінійку 1 вересня першокурсники виходять в білих халатах, дають присягу добре вчитися і дотримуватися морального кодексу для своєї майбутньої професії.
- Традиційним для коледжу є і концерт 1 червня до Дня захисту дітей.
- Студенти коледжу організовують різні благодійні акції для допомоги хворим дітям.